# Власовець Євген Олександрович
Євген Олександрович Власовець (рос. Евгений Александрович Власовец; нар. 14 грудня 1984, Новосибірськ, РРФСР) — російський футзаліст, нападник сиктивкарського клубу «Нова генерація».

## Життєпис
Дебютував у футзалі в складі новосибірського «Сибіряка» в 2003 році. Грав у команді понад три роки, отримував виклики до молодіжної збірної Росії. У 2006 році новосибірську команду розформували, а Євген перейшов в якутську «Зорю», де грав протягом двох сезонів.
Влітку 2009 року повернувся в відроджений «Сибіряк» і допоміг йому завоювати путівку в Суперлігу. Наступного року дебютував у вище вказаному турнірі, однак у другій половині сезону повернувся в нижчий дивізіон, виступав в оренді за сургутський «Факел». Сезон 2010/11 років знову розпочав у «Сибіряку», і на деякий час закріпився в основному складі команди. За підсумками сезону виграв бронзові медалі чемпіонату. Однак на початку 2012 року його віддали в оренду в сиктивкарський клуб «Нова генерація».